# Muang Xaignabouli
Muang Xaignabouli är ett distrikt i Laos.   Det ligger i provinsen Sainyabuli, i den västra delen av landet, 180 km nordväst om huvudstaden Vientiane.